# John Pazak
John Stephen Pazak CSsR (ur. 13 sierpnia 1946 w Gary) – amerykański duchowny Kościoła katolickiego obrządku bizantyjsko-słowackiego, a następnie bizantyjsko-rusińskiego posługujący w Kanadzie, redemptorysta. Biskup Phoenix w latach 2016-2021.

## Życiorys
Święcenia prezbiteratu przyjął 27 sierpnia 1972 jako członek zakonu redemptorystów. 2 grudnia 2000 został mianowany eparchą Toronto. Chirotonii biskupiej udzielił mu 14 lutego 2001 bizantyjsko-ukraiński archieparcha Winnipeg Michael Bzdel CSSR, któremu towarzyszyli bizantyjsko-słowacki egzarcha apostolski Koszyc Milan Chautur CSSR oraz bizantyjsko-rusiński eparcha Parmy Basil Schott OFM. 7 maja 2016 papież Franciszek mianował go biskupem Phoenix. 23 sierpnia 2021 papież Franciszek przyjął jego rezygnację i przeszedł na emeryturę. 